# Raisa Esipova
Raisa Davydovna Esipova (in russo Раиса Давыдовна Есипова?; Smolensk, 5 marzo 1906 – Mosca, 6 novembre 1994) è stata un'attrice sovietica.

## Filmografia parziale

### Attrice
- Bog vojny (Бог войны), regia di Efim L'vovič Dzigan (1929)
- Sud dolžen prodolžat'sja (Суд должен продолжаться), regia di Efim L'vovič Dzigan (1931)
- Ženščina (Женщина), regia di Efim L'vovič Dzigan (1932)
- My iz Kronštadta (Мы из Кронштадта), regia di Efim L'vovič Dzigan (1936)